# Giovanni Zangrando

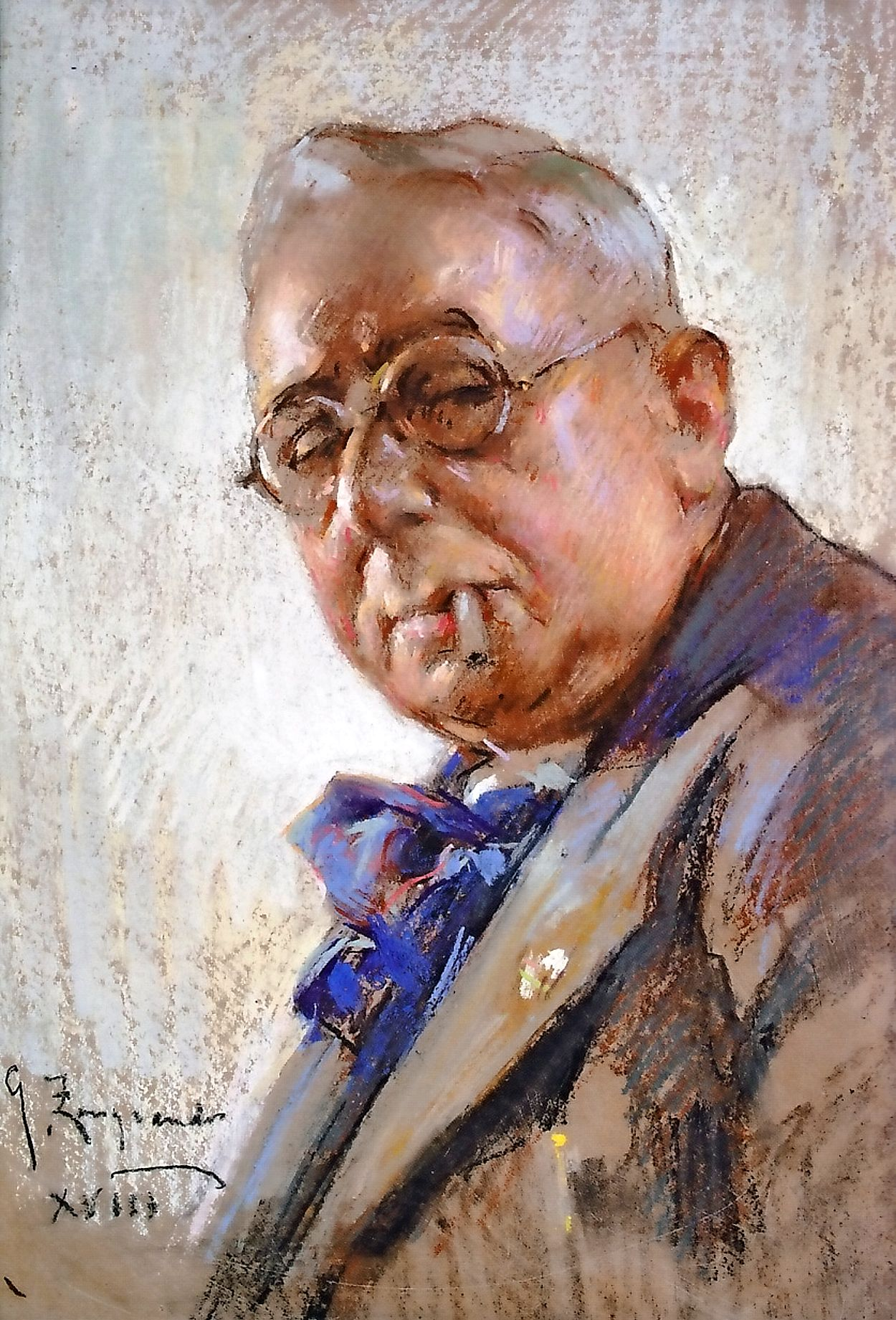
Selbstporträt 1940

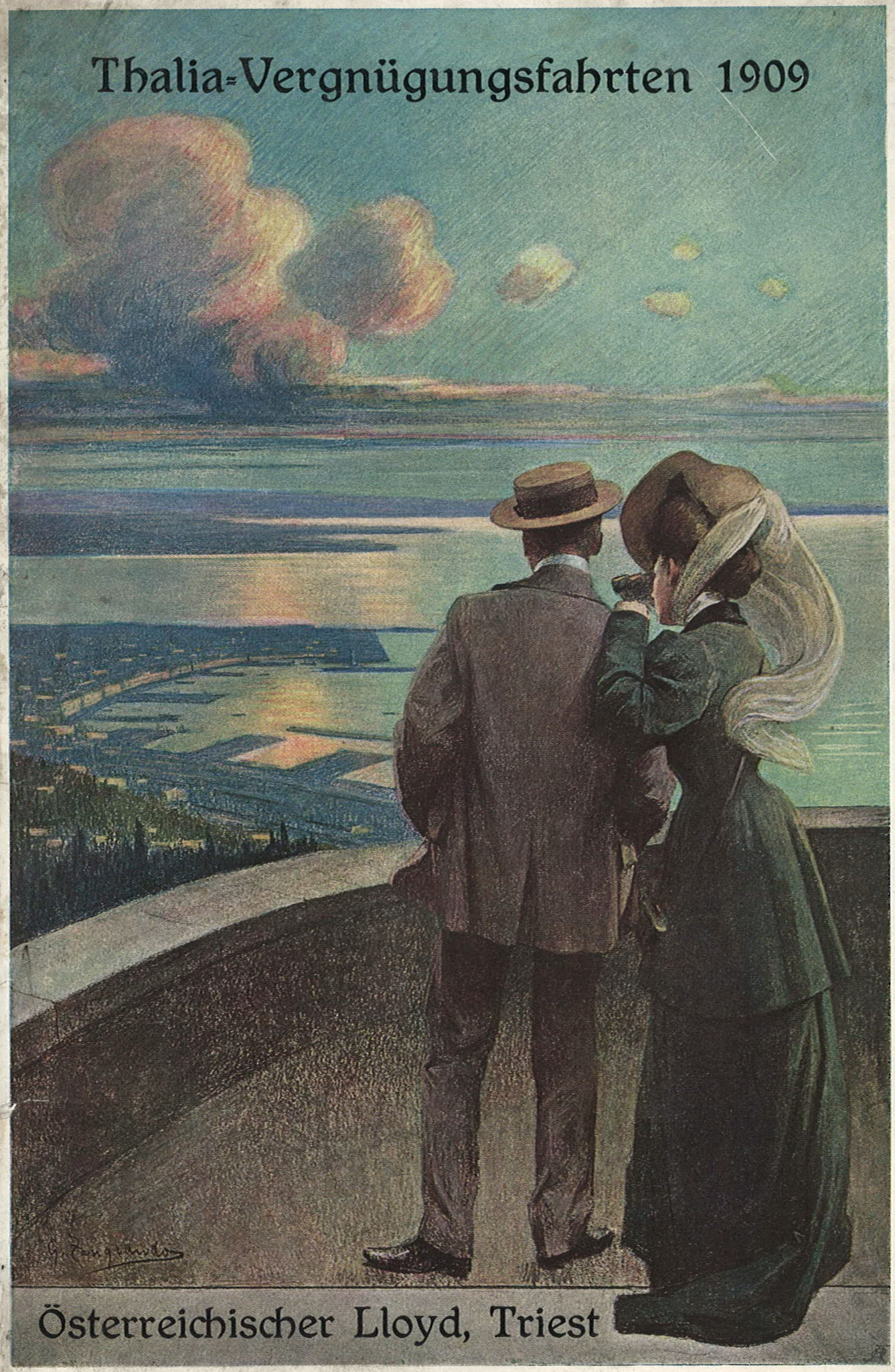
Prospekt „Thalia-Vergnügungsfahrten 1909“ (Blick auf Triest)

Giovanni Zangrando (* 1867 in Triest; † 15. September 1941 ebenda) war ein italienischer Maler.
Er studierte seit 1883 fünf Jahre mit einem Stipendium der Associazione Italiana di Beneficenza an der Akademie in Venedig unter der Leitung von G. Franco sowie L. und Pompeo Marino Molmenti. Er arbeitete während des Studiums als Bauzeichner bei einem Architekten.
Nach einer erfolgreichen Wettbewerbsteilnahme beim „Premio Cavos“ konnte er mit dem Preisgeld die Akademie der Bildenden Künste München vom 14. Dezember 1888 bis 1992 an der Akademie der Bildenden Künste München besuchen, wo er in der Naturklasse bei Nikolaus Gysis studierte.
Später schloss er in Rom Freundschaft mit dem Mundartdichter Cesare Pascarella. Nach einer Europareise, bei der er sich auch in Paris aufhielt, kehrte er 1895 nach Triest zurück. Von 1904 bis 1914 unterhielt er zusammen mit seinem Kollegen Guido Grimani eine Malschule. Hauptsächlich malte der in seiner Zeit geschätzte Künstler weibliche Porträts und Akte, wozu er Skizzen im Freien, oft in der Bucht von Sistiana, anfertigte. Es liegen auch größere Genrebilder, einige Selbstporträts und Naturdarstellungen (Strand, Wald) und, in einer geringen Anzahl, Bilder, die Einblicke in Stadtlandschaften geben, vor. Er fertigte auch Illustrationen für Werbeschriften des Österreichischen Lloyd an.
Von 1902 bis 1904 besuchte Zangrando nochmals Wien, Prag, Paris, Brüssel und London. 1906 heiratete Zangrando sein Modell Miete Schmidt.
Nach dem Ausbruch des Ersten Weltkrieges musste er als österreichischer Staatsangehöriger italienischer Nationalität mit seiner Frau und seinem kleinen Sohn Tullio in die Toskana fliehen.
Seit 1922 und fast ununterbrochen bis 1938 zeigte er seine Werke in einer ständigen Galerie in Triest. Zuletzt lebte der 1941 verstorbene Zangrando in seiner Villa im Triester Stadtteil Scorcola.